# Какмож (село)
Какмо́ж (рос. Какмож) — село (у минулому селище) у Вавозькому районі Удмуртії, Росія.

## Населення
Населення — 1480 осіб (2010; 1519 в 2002).
Національний склад (2002):
- росіяни — 66 %
- удмурти — 33 %

## Господарство
У селі діють середня школа, дитячий садочок «Топольок», лікарська амбулаторія, сільський будинок культури, бібліотека. Серед підприємств працюють ТОВ «Какможліс» (Какмозький ліспромгосп) та меблевий цех «Гневашева». Село має залізничну станцію Кокмож на залізниці Іжевськ-Кільмезь. Тут раніше розпочиналась Какмозька вузькоколійна залізниця.
Урбаноніми:
- вулиці — Верхня, Гагаріна, Дружби, Зарічна, Західна, Клубна, Лісова, Логова, Лучна, Миру, Можгинська, Молодіжна, Нагірна, Нова, Паркова, Пісочна, Піонерська, Підлісна, Поточна, Річкова, Садова, Свободи, Селищна, Станційна, Сунична, Східна, Торф'яна, Червона, Шкільна, Ювілейна
- провулки — Бродний, Парковий, Південний, Північний